# Лосятинські (герб)
Лосятинські (пол.Łosiatyński) - шляхетський герб. 

## Опис герба
Опис відповідно до класичних принципів блазонування: 
У червоному полі над срібною точеницею, в якому такий же лицарський хрест, така ж стріла. Без клейноду. Червоний намет, підбитий сріблом.

## Найдавніші згадки
Герб вперше був згаданий без кольору Бартошем Папроцьким в Gnieździe cnoty і Herbach rycerstwa polskiego, а потім у Шимона Окольського в Orbis Polonus і Каспера Несецького в Koronie polskiej (вже з кольором). 

## Геральдична родина
Цей герб використовував лише один гербовий рід ( власний герб): 
Лосятинські (Łosiatyński, Łasiatyński). 
Ця родина інколи вживала прізвисько Шерницькі, яке іноді приймали як прізвище. 
Северин Уруський повідомляє, що 38 людей з прізвищем Лосицькі вилегітимували цей герб у Росії. Вони були записані в книгах Вільнюського намісництва. 